# Etta Reich
Etta Reich (geboren im 20. Jahrhundert) ist eine Herausgeberin, vornehmlich für Gedichte und Prosa.

## Leben
In den 1950er und 1960er Jahren hat Etta Reich als Herausgeberin zu verschiedenen Themen Lyrik-Anthologien für den Schweizer Verlag Die Arche mit Sitz in Zürich betreut. Unter anderem Bände wie Mutter, ich danke dir, Im letzten Glühen, Bereitet ist dein Bettchen: Gedichte für junge Mütter, Nun bist du da, mein Kind oder Tage, die man nicht vergisst. 1960 erschien unter ihrer Federführung die Anthologie Gesicht und Seele der Bäume im Worte der Dichter im Schwabe Verlag in Basel. In den 1970er Jahren arbeitete sie unter anderem für die Österreichische Verlagsanstalt in Wien.

## Bücher (Auswahl)

### Als Herausgeberin
- (Hrsg.) Mutter, ich danke dir: Gedichte, (Lyrik), Verlag: Die Arche, Zürich, 1958
- (Hrsg.) Gesicht und Seele der Bäume im Worte der Dichter, (Lyrik), Verlag: Benno Schwabe, Basel, 1960
- (Hrsg.) Weihnachtsbriefe: Briefe von Goethe, Brahms, Emmy Ball u.a., (Briefe), Verlag: Die Arche, Zürich, 1961
- (Hrsg.) Im letzten Glühen: Herbstgedichte, (Lyrik), Verlag: Die Arche, Zürich, 1964
- (Hrsg.) Bereitet ist dein Bettchen: Gedichte für junge Mütter: Anthologie, (Anthologie), Verlag: Die Arche, Zürich, 1965
- (Hrsg.) Nun bist du da, mein Kind: Gedichte und Prosa, (Lyrik), Sanssouci-Verlag, Zürich, 1967
- (Hrsg.) Tage, die man nicht vergisst: Prosastücke und Gedichte, (Lyrik), Verlag: Die Arche, Zürich, 1967
- (Hrsg.) Aus vier Wänden: Anthologie, (Anthologie), Verlag: Edition Offene Lyrikschublade, Zürich, 1970
- (Hrsg.) Weisst du es noch? Briefe einer Mutter an ihre Tochter, (Briefe), Österreichische Verlagsanstalt, Wien, 1970
- Töne der Seele, (Lyrik), Verlag: Kerry, Wien, 1972
- Mein Leben mit Blumen, (?), Verlag: Edition "Offene Lyrikschublade", Zürich, 1977
- Girlande meines Lebens, (?),  Verlag ?, Wien, 197?